# Fania Fénelon
Fania Fénelon (geboren am 2. September 1919 in Paris als Fanny Goldstein; gestorben am 19. Dezember 1983 ebenda) war eine französische Chansonsängerin und Holocaustüberlebende.

## Leben
Fanny Goldstein wurde als Tochter des Ingenieurs Jules Goldstein und seiner Ehefrau Maria Davidovna Bernstein, Zuzüglern in Paris aus der südrussischen Stadt Rostow am Don, geboren. Über das Datum ihrer Geburt gehen die Meinungen auseinander. Laut autobiografischer Selbstaussage beging sie am 2. September 1944 im Konzentrationslager Auschwitz-Birkenau ihren 25. Geburtstag. In Paris besuchte sie die Musikhochschule Conservatoire de Paris, wo sie von Germaine Martinelli unterrichtet wurde. Nebenbei arbeitete sie nachts als Chansonsängerin unter dem Künstlernamen Fania Fénelon in Pariser Bars.
Als Jüdin und als Unterstützerin der Résistance wurde sie im Mai 1943 von der Gestapo verhaftet und in das KZ Auschwitz-Birkenau deportiert. Dort existierte ein auf Befehl der Lager-SS begründetes „Mädchenorchester“. Fania Fénelon wurde an einem der ersten Tage, noch im Quarantänelager, Mitglied des Orchesters, weil sie für die SS-Angehörige und KZ-Aufseherin Maria Mandl „Madame Butterfly“ singen konnte. Fania Fénelon arrangierte außerdem für die Musikerinnen das Repertoire. Dabei wählte sie teilweise Stücke aus, mit denen sie sich heimlich und symbolisch gegen die Nazis auflehnte, ohne dass diese das bemerkten. Beispielsweise orchestrierte sie den 1. Satz von Beethovens 5. Sinfonie, weil das Thema damals ein Erkennungsmotiv des englischen Radiosenders BBC war; für die Geigerin und Orchesterleiterin Alma Rosé instrumentierte sie den 1. Satz aus Mendelssohns Violinkonzert, weil der Komponist jüdischer Abstammung war.
Im Herbst 1944 wurde das Mädchenorchester aufgelöst und nach Bergen-Belsen deportiert, wo Fénelon an Typhus erkrankte und infolge der Haftbedingungen bis auf 28 kg abmagerte. Am 15. April 1945 wurden sie und ihre Mithäftlinge von britischen Soldaten befreit, und obwohl sie extrem schwach war, sang Fénelon in ein Mikrophon der BBC und spielte auf einem völlig verstimmten Klavier God Save the King – diese Aufnahme kann man am Ende eines Interviews mit der Künstlerin von 1981 hören.
Nach dem Krieg trat sie wieder in Paris auf und wurde eine weithin bekannte Chansonsängerin. In den 1960er Jahren war sie aktiv im kulturellen Leben der DDR, wohin sie 1966 mit ihrem Lebensgefährten, dem afroamerikanischen Sänger Aubrey W. Pankey, umgezogen war. In Berlin wohnte sie Unter den Linden, gab Chansonabende, nahm für das DDR-Label Amiga Platten auf und unterrichtete Schauspielstudenten an der Leipziger Theaterhochschule „Hans Otto“ im Fach Chanson. 1971 ging sie nach dem Tod von Aubrey Pankey wieder zurück nach Paris.
Von 1973 bis 1975 schrieb sie das Buch Das Mädchenorchester in Auschwitz, in dem sie ihre KZ-Erfahrungen mitteilte. Als Gedächtnisstütze benutzte sie ihr Tagebuch aus der Lagerzeit. Das Buch wurde von den anderen Überlebenden des Mädchenorchesters scharf kritisiert, vor allem wegen der negativen Darstellung Alma Rosés, so unterstellte Anita Lasker-Wallfisch ihr, auf einem Ego-Trip zu sein, auf dem sie ihre Rolle mit der Almas vertauscht habe (zitiert bei Ernst Klee).
Gemeinsam mit Arthur Miller schrieb sie das Drehbuch zu dem 1980 erschienenen Fernsehfilm „Das Mädchenorchester von Auschwitz“ (Playing for Time), in welchem Vanessa Redgrave die Hauptrolle der Fania Fénelon verkörperte. Stefan Heucke wurde vom Buch zu seinem Opernprojekt Das Frauenorchester von Auschwitz angeregt, das 2006 uraufgeführt wurde. 1980 erschien ihre Autobiografie im Verlag der Vereinigung der Verfolgten des Naziregimes (VVN), dem Frankfurter Röderberg-Verlag, auf Deutsch.